# Prroshyan
Prroshyan är en ort i Armenien.   Den ligger i provinsen Kotajk, i den centrala delen av landet, 11 kilometer nordväst om huvudstaden Jerevan. Prroshyan ligger 1 187 meter över havet och antalet invånare är 4 333.
Terrängen runt Prroshyan är kuperad åt sydost, men åt nordväst är den platt. Runt Prroshyan är det mycket tätbefolkat, med 3 757 invånare per kvadratkilometer.. Närmaste större samhälle är Jerevan, 11,1 kilometer sydost om Prroshyan. 
Runt Prroshyan är det i huvudsak tätbebyggt.